# Třída Ley
Třída Ley byla třída pobřežních minolovek Britského královského námořnictva. Celkem bylo dokončeno 10 jednotek této třídy. Během služby některé upraveny pro vyhledávání min. Dosloužily jako cvičné lodě.

## Stavba
První tři jednotky (M2001–M2003) objednány 9. září 1950. Dne 23. dubna 1951 následovala objednávka na pět dalších (M2004–M2008), dne 17. října 1951 jich bylo objednáno pět (M2009–M2013) a 14. července 1953 ještě tři (M2014–M2016). Celkem tedy bylo objednáno 16 minolovek této třídy. Následně však program postihly škrty a z 11 tehdy rozestavěných minolovek bylo dokončeno 10. Stavba jedenácté jednotky (M2011) byla zrušena. Minolovky M2011–M2016 byly námořnictvem přeobjednány jako plavidla třídy Ham.
Jednotky třídy Ley:
| Jméno                              | Loděnice               | Spuštěna | Zařazena do služby | Status                                       |
| ---------------------------------- | ---------------------- | -------- | ------------------ | -------------------------------------------- |
| Dingley (M2001, ex Black Bantam)   | White, Cowes           | 1952     | 1953               | Prodána 1967.                                |
| Aveley (M2002, ex Grey Bantam)     | White, Cowes           | 1953     | 1953               | Od roku 1983 cvičná loď.                     |
| Brearley (M2003, ex Silver Bantam) | White, Cowes           | 1953     | 1953               | Prodána 1971.                                |
| Brenchley (M2004)                  | Saunders-Roe, Anglesey | 1954     | 1955               | Prodána 1966.                                |
| Brinkley (M2005)                   | Saunders-Roe, Anglesey | 1954     | 1955               | Prodána 1966.                                |
| Broadley (M2006)                   | Blackmore, Bideford    | 1953     | 1954               | Dne 29. září 1956 poškozena požárem.         |
| Watchful (M2007, ex Broomley)      | Harris, Appledore      | 1953     | 1953               | Do rezervy 1959, přejmenována. Prodána 1968. |
| Squirrel (M2008, ex Burley)        | Dorset Yacht, Poole    | 1954     | 1954               | Do rezervy 1959, přejmenována. Prodána 1968. |
| Chailey (M2009)                    | Saunders-Roe, Anglesey | 1954     | 1955               | Prodána 1969.                                |
| Isis (M2010, ex Cradley)           | Saunders-Roe, Anglesey | 1955     | 1955               | Do rezervy 1959, přejmenována. Prodána 1982. |
| Edgeley (M2011)                    | Dorset Yacht, Poole    | 1955     | –                  | Stavba zrušena.                              |

## Konstrukce
Trub byl postaven ze slitin hliníků a dřeva. Plavidla byla vybavena radarem typu 978 a vybavením pro likvidaci kontaktních min. Obrannou výzbroj tvořil jeden 40mm kanón Bofors, anebo 20mm kanón Oerlikon. Pohonný systém tvořily dva dieselové osmiválce Davey Paxman o výkonu 700 hp, pohánějící dva lodní šrouby. Nejvyšší rychlost dosahovala 13 uzlů.

### Modernizace
V 60. letech byla část plavidel upravena pro vyhledávání min. Odstraněny byly traly. Naopak z nich mohli operovat potápěči.